# Samed Karakoç
Muhammed Samed Karakoç (sinh ngày 30 tháng 6 năm 1997) là một cầu thủ bóng đá Thổ Nhĩ Kỳ thi đấu ở vị trí tiền vệ cho câu lạc bộ Thổ Nhĩ Kỳ Fenerbahçe ở Süper Lig.

## Sự nghiệp chuyên nghiệp
Samed ra mắt chuyên nghiệp cho Fenerbahçe trong trận hòa 2-2 tại Süper Lig trước Göztepe S.K. ngày 12 tháng 8 năm 2017.